# بالبوا بنمي
البَلبُوَة أو بالبوا Balboa هي عملة بنما الرسمية، بجانب الدولار الأمريكي. سميت بهذا الاسم تخليدا لاسم المستكشف والفاتح فاسكو نونييث دي بالبوا. ينقسم واحد بالبوا إلى 100 سنتيسيمو.
حلت محل البيزو الكولومبي في عام 1904 بعيد استقلال البلاد. تم ربطها بالدولار الأمريكي حيث تساويه عند الصرف، فيساوي واحد بالبوا واحد دولار.